# Indice di un campo vettoriale
In matematica, l'indice di un campo vettoriale in un punto critico isolato o lungo una curva chiusa è un numero intero legato alle proprietà topologiche del campo vettoriale nelle vicinanze del punto o all'interno della curva che viene preservato da trasformazioni continue e invertibili del campo vettoriale.

## Campo vettoriale lungo una curva

In questo esempio l'indice del campo vettoriale lungo il rettangolo rappresentato in figura è -1: come si vede il campo vettoriale compie un giro completo in senso orario mentre la curva viene percorsa in senso antiorario.

Si consideri un campo vettoriale continuo {\displaystyle V\colon \mathbb {R} ^{2}\to \mathbb {R} ^{2}} sul piano {\displaystyle \mathbb {R} ^{2}} ed una curva chiusa {\displaystyle \Gamma } parametrizzata da una funzione continua {\displaystyle \gamma (t)} che non contenga punti critici del campo vettoriale. Ad ogni punto della curva il campo vettoriale associa un vettore non nullo del piano. Percorrendo tutti i punti della curva mediante la sua parametrizzazione il vettore immagine {\displaystyle V(\gamma (t))} varierà con continuità ed infine tornerà nella posizione iniziale quando il parametro fa compiere un giro completo sulla curva. Il fatto che il vettore torna nella posizione iniziale implica che l'angolo totale che il vettore spazza durante il tragitto del punto {\displaystyle \gamma (t)} lungo la curva deve essere un multiplo intero {\displaystyle I} di un angolo giro (eventualmente negativo o nullo).
Il numero {\displaystyle I} viene chiamato indice di {\displaystyle V} lungo la curva {\displaystyle \Gamma } e si denota con:
{\displaystyle I_{V}(\Gamma )}
Definizioni equivalenti a quella data si ottengono definendo {\displaystyle I_{V}(\Gamma )} come:
- l'indice di avvolgimento rispetto all'origine della curva {\displaystyle V(\Gamma )} immagine di {\displaystyle \Gamma } mediante il campo {\displaystyle V}
- il grado topologico della funzione continua da {\displaystyle S^{1}} in sé stesso definita da:

{\displaystyle t\mapsto {\frac {V(\gamma (t))}{\left\|V(\gamma (t))\right\|}}}
dove si assume che il parametro {\displaystyle t} della curva {\displaystyle \Gamma } vari in {\displaystyle S^{1}}.

### Invarianza omotopica
La principale proprietà dell'indice è quella di essere un invariante omotopico: se si deforma con continuità la curva {\displaystyle \Gamma } in un'altra curva chiusa in modo che durante la deformazione non attraversi mai un punto critico il numero {\displaystyle I} deve variare con continuità poiché il campo vettoriale è continuo, ogni curva si può parametrizzare con una funzione continua e la deformazione è data da una omotopia che è una funzione continua. È facile convincersi che l'angolo spazzato dal campo lungo una curva è continuo se si pensa ad una curva non chiusa in cui l'angolo spazzato può variare liberamente. Nel caso di una curva chiusa però l'angolo deve essere un multiplo intero {\displaystyle I} di un angolo giro dunque i valori possibili sono in un insieme discreto e la condizione di continuità implica che il valore di {\displaystyle I} deve rimanere costante. Se nella deformazione viene attraversato un punto critico il numero {\displaystyle I} non è più ben definito poiché non si può individuare l'angolo che forma il vettore immagine quando questo è nullo.

### Indice di un punto critico isolato
Si supponga che il campo vettoriale {\displaystyle V} abbia un punto critico isolato {\displaystyle x_{0}}. Ci sarà allora un intorno {\displaystyle U} di {\displaystyle x_{0}} in cui non sono presenti altri punti critici di {\displaystyle V}. Considerando in questo intorno una circonferenza {\displaystyle C} centrata in {\displaystyle x_{0}}, per l'invarianza omotopica l'indice del campo vettoriale lungo la curva {\displaystyle C}, {\displaystyle I_{V}(C)}, non dipende dal raggio della circonferenza né dal fatto che la curva considerata sia una circonferenza o una qualsiasi altra curva chiusa contenente {\displaystyle x_{0}}. Il numero {\displaystyle I_{V}(C)} quindi dipende unicamente dal punto critico {\displaystyle x_{0}} e non dalla particolare curva che è stata scelta per calcolarlo. Tale numero prende il nome di indice del punto {\displaystyle x_{0}} e si denota con {\displaystyle I_{V}(x_{0})}.
La definizione data si può estendere anche a punti non critici. L'indice di un punto {\displaystyle p} che non è critico è sempre nullo infatti per la continuità del campo vettoriale se ci si restringe ad un intorni sempre più piccoli di {\displaystyle p} l'angolo che formano i vettori del campo nell'intorno si discosteranno sempre meno dall'angolo che forma il campo vettoriale in {\displaystyle p}. Se l'intorno è sufficientemente piccolo la variazione massima di angolo in una curva contenuta nell'intorno sarà minore di un angolo giro e quindi il vettore immagine non può compiere nessun giro lungo la curva e di conseguenza l'indice lungo tale curva è zero. D'altra parte l'indice deve continuare ad essere nullo lungo qualsiasi curva che circondi il punto {\displaystyle p} senza circondare punti critici perché tale curva può essere contratta ad una curva arbitrariamente piccola attorno a {\displaystyle p}. Dunque l'indice di un punto non critico {\displaystyle p} è ben definito ed è uguale a {\displaystyle 0}.

### Il teorema dell'indice
Il teorema dell'indice è un importante risultato topologico che mette in relazione il comportamento di un campo vettoriale sul bordo di una regione con il comportamento al suo interno.
Si consideri un campo vettoriale continuo {\displaystyle V} su una regione del piano i cui punti critici sono isolati e una curva chiusa semplice {\displaystyle \Gamma } il cui interno è contenuto nel dominio del campo vettoriale. Questo implica (per il teorema di Bolzano-Weierstrass) che i punti critici del campo che si trovano all'interno della curva {\displaystyle \Gamma } devono essere un numero finito: {\displaystyle \{x_{1},x_{2},\ldots ,x_{n}\}}. Il teorema dell'indice afferma che in queste ipotesi vale la seguente relazione:
{\displaystyle I_{V}(\Gamma )=I_{V}(x_{1})+I_{V}(x_{2})+\ldots +I_{V}(x_{n})}
In particolare se {\displaystyle I_{V}(\Gamma )\neq 0} allora all'interno della curva deve necessariamente esserci almeno un punto critico. 

La curva esterna che circonda i tre punti può essere trasformata con continuità nell'incollamento di tre curve che circondano un punto ciascuna

La dimostrazione si basa sull'invarianza omotopica dell'indice: è possibile deformare con continuità la curva {\displaystyle \Gamma } in modo che sia costituita dall'incollamento di {\displaystyle n} curve chiuse ciascuna delle quali circonda un punto critico, ed è possibile farlo in modo tale che nella deformazione la curva non attraversi mai un punto critico. Questa trasformazione della curva dovrà lasciare invariato l'indice (per l'invarianza omotopica) e l'indice dell'incollamento delle {\displaystyle n} curve chiuse sarà uguale alla somma degli indici delle singole curve. Inoltre l'indice di ciascuna di queste {\displaystyle n} curve è (per definizione) uguale all'indice del punto critico che essa circonda. Se all'interno della curva non c'è nessun punto allora l'indice del campo lungo la curva è uguale all'indice di qualunque punto (non critico) contenuto al suo interno, e per i punti non critici si è già dimostrato che l'indice è {\displaystyle 0} dunque la relazione che si voleva dimostrare assume la forma {\displaystyle 0=0} e quindi è ancora verificata.
Sono corollari di questo teorema il teorema del punto fisso di Brouwer ed il teorema di Poincaré-Hopf.